# Motor a vácuo

Funcionamento

Motor a vácuo gera movimento por meio de pressão do ar e vácuo parcial, gerados nos lados opostos de um pistão.
No início do ciclo, uma válvula na parte superior do cilindro se abre e admite uma carga de gás em combustão e ar, que é aprisionada pelo fechamento da válvula e se expande. No final do curso, a carga entra em contato com uma parte do cilindro refrigerada por água ou ar e é resfriada, causando uma queda súbita na pressão suficiente para sugar o pistão, que está aberto em direção à manivela, retornando ao início do ciclo. A válvula abre-se novamente a tempo de o pistão expelir os gases queimados antes que o próximo ciclo comece.
É classificada como uma máquina térmica de ciclo aberto e combustão externa. Por suas características, também é chamado de "lambe chama" (flame licker), "motor de chama" (flame engine), "dançarino de chama" (flame dancer)  e "comedor de fogo".

## História
Alguns dos primeiros motores a gás trabalhavam de acordo com o princípio do "vácuo" ou "atmosférico" de maneira similar ao motor a vapor de Newcomen. Uma mistura de gás e ar é sugada para dentro do cilindro e ignitada; a mistura expande-se e parte dela sai pela válvula de escape; a válvula então se fecha, a mistura resfria e contrai, e a pressão atmosférica empurra o pistão para dentro. Esses motores eram muito ineficientes e foram substituídos por motores de ciclo de Otto.

## Motor a vácuo
Neste, o vácuo parcial é criado por uma bomba externa. Tais motores eram comumente usados para movimentar plataformas giratórias ferroviárias no Reino Unido, usando vácuo criado por um injetor de freio a vácuo de uma locomotiva a vapor. O princípio de funcionamento é semelhante a um motor a vapor. Em ambos os casos, a energia é extraída de uma diferença de pressão.
Pequenos motores a vácuo também foram usados para operar limpadores de pára-brisa em automóveis. Neste caso, os motores eram alimentados por vácuo múltiplo. Esse arranjo não foi muito satisfatório porque, caso o acelerador estivesse aberto, os limpadores perderiam velocidade, ou até pararariam. Os automóveis modernos usam limpadores elétricos. No entanto, os automóveis atuais ainda usam um tipo motor de vácuo, o freio a vácuo. Os freios são operados por um sistema hidráulico, mas eles usam um "motor de vácuo" para amplificar a força fornecida pelo motorista. Pequenos motores a vácuo também foram usados a partir do final da década de 1960 para controlar servomecanismos como travas de portas, controles de aquecedores abertura de faróis escamoteáveis, etc. Também são usados no funcionamento de instrumentos musicais automáticos (como pianolas).
É possível afirmar que a revolução industrial global surgiu por causa de um "motor a vácuo", porque todos os primeiros motores a vapor, especialmente dos pioneiros dos motores, Matthew Boulton e James Watt, operavam com vapor em pressão quase atmosférica. Um motor a vácuo para demonstração pode ser facilmente construído usando um volante, peças de encanamento e alguns outros componentes simples.
Um sistema de vácuo pode ser usado para transmissão de energia, embora a potência máxima que pode ser transmitida por um motor a vácuo seja menor que um motor pneumático. Existe uma pressão ótima para a operação de um sistema de transmissão de energia a vácuo, de aproximadamente 0,4 bar. Embora menos eficiente que a pneumática, ela pode ser perfeitamente funcional. Por exemplo, um tubo de 22 mm (7/8 ") no vácuo pode transmitir tanta energia em 0,4 bar quanto um tubo de 6 mm (1/4") em 8 bar. Tal sistema era eficiente o bastante para que a empresa Boulton & Watt usasse a transmissão de energia a vácuo em sua fábrica. O principal duto de vácuo da fábrica era chamado de spirit pipe.

## Processo termodinâmico ideal
Ao contrário do motor de ciclo de Otto, o motor a vácuo conta com uma fonte de calor constante fornecida pela queima externa de combustível. Como mencionado anteriormente, uma válvula permite uma entrada de calor no pistão. Estimando que o calor em {\displaystyle Q_{i}n} é constante no espaço de volume controlado, a equação do gás ideal PV = nRT implica um aumento na pressão no cilindro do pistão. Depois que a válvula fecha, o pistão passa por um processo adiabático durante o curso para baixo. Uma vez que o pistão atinge o fundo de seu curso (equivalente o "ponto morto inferior"), a câmara é resfriada pelo ar ou pela água, e o resultante {\displaystyle Q_{o}ut} força a pressão no pistão a diminuir. O sistema então sofre outra compressão adiabática do gás na câmara, que é subsequentemente liberada pela válvula no topo do curso do cilindro, enquanto simultaneamente permite que o novo gás aquecido entre na câmara.
Um dos principais problemas que esse mecanismo encontrou durante o desenvolvimento, foi que a eficiência desse modelo era extremamente baixa em aplicações reais. Como a fonte de calor não está contida em uma área específica, apenas uma pequena parte do combustível em potencial será consumido para alimentar o motor. Como a eficiência do motor é definida pela relação entre a quantidade de trabalho realizado e a energia potencial no combustível consumido, pode-se observar que, no motor a vácuo, apenas uma pequena quantidade do combustível em combustão está sendo usada para alimentar o motor. O resto da energia do combustível é perdido para a atmosfera circundante.

## Galeria
Fases do funcionamento e imagem de um motor real
- Admissão
- Vácuo
- Exaustão
- Motor real